# Aritonang
Aritonang is een bestuurslaag in het regentschap Tapanuli Utara van de provincie Noord-Sumatra, Indonesië. Aritonang telt 841 inwoners (volkstelling 2010).